# Erik Gliha
Erik Gliha, slovenski nogometaš, * 13. februar 1997, Niort, Francija.
Gliha je profesionalni nogometaš, ki igra na položaju branilca. Od leta 2024 je član avstrijskega kluba Egg  . Ped tem je igral za slovenske klube Kamnik, Šampion, Veržej, Krko, Ankaran Hrvatini, Aluminij, Triglav Kranj in Olimpijo, italijanski Avellino, belgijski Sint-Truiden, ukrajinski Ruh Lvov ter avstrijska Villacher SV in Rothenthurn. Skupno je v prvi slovenski ligi odigral 71 tekem in dosegel dva gola, v drugi slovenski ligi pa 66 tekem in tri gole. Bil je tudi član slovenske reprezentance do 18, 19 in 21 let.
Njegov oče Primož Gliha je nekdanji nogometaš in trener.